# John Edward
John Edward McGee Jr., född 19 oktober 1969 i Glen Cove i delstaten New York, mer känd som John Edward, är en författare och TV-personlighet som presenterat sig som andemedium i sina TV-program Crossing Over och John Edward Cross Country.

## Biografi
John Edward tog examen i hälsovårdsadministration vid Long Island University och arbetade först inom vården och sedan som dansinstruktör innan han påbörjade sin karriär som medium. Som son till en irländsk-amerikansk polis och en italiensk-amerikansk hemmafru, uppfostrades han i en katolsk tradition. Även om Edward inte längre utövar några religiösa bruk, har han sagt att han aldrig slutat känna kopplingen till Gud och sina katolska rötter. Han har vidare sagt att arbetet som medium "drivs av en tro på Gud. Det är energin från den källan som jag tror låter oss skapa den här energin."

## TV-program
Edward gav ut sin första bok One Last Time 1998. Hans medverkan i Larry King Live senare samma år  orsakade så många inkommande samtal att programmets telefonväxel slutade fungera. Året efter fick John Edward ett eget program.

### Crossing Over
Från 1999 till 2004 var Edward producent och värd för programmet Crossing Over with John Edward. Detta har sänts på Sci-Fi Channel i USA, på LIVINGtv i Storbritannien och på Kanal 5 under namnet "Andra sidan" i Sverige. I programmet genomför Edward olika typer av seanser.

#### Format
Seanserna i Crossing Over är utformade så att Edward ställer frågor till folk i publiken med hjälp av information presenterad som att den kom från avlidna vänner och släktingar. Edward säger att han får denna information i form av bilder och ledtrådar som publiken måste hjälpa honom att tolka. Regeln är att publiken inte har gett Edward någon som helst information före inspelningen, vare sig om sig själva, sina familjer eller vem de nu vill få kontakt med "från andra sidan". Publiken svarar på Edwards påståenden och frågor samt lägger till de detaljer de vill. Programmet använder sig därefter ofta av delad skärm, det vill säga man visar seansen utan ljud på ena halvan av skärmen och på andra halvan visar man en efterföljande intervju där deltagaren berättar om sin upplevelse. I efterhand används också Edwards berättarröst ibland för att leverera djupare insikter och inspirerande meddelanden.
Emellanåt genomför Edward enskilda seanser. Deltagarna i dessa berättar senare detaljerat om situationen som ledde fram till seansen och vilken effekt upplevelsen har haft på deras liv. Ibland gör man återbesök hos människor som tidigare har varit med i programmet.

### John Edward Cross Country
Edwards nästkommande program, John Edward Cross Country, sändes på Women's Entertainment Channel i USA åren 2006–2008. Även här var det meningen att publiken före inspelningen inte skulle ge Edward någon information om sig själva, sina familjer eller dem de ville komma i kontakt med på andra sidan. Programmet brukar börja med meddelandet att han helt enkelt "låter sina guider visa honom vägen till dem som andarna försöker komma i kontakt med, och att den det berör bara ska verifiera informationen han ger".

## Parapsykologisk studie
Gary Schwartz, psykolog och forskare inom parapsykologi, testade Edward och flera andra medier och publicerade sin tro på att Edwards förmågor var äkta i boken The Afterlife Experiments. Studien sägs däremot ha saknat referentgranskning eller fackgranskning. CSIs Ray Hyman, även han psykolog och välkänd kritiker av parapsykologi, skrev därför 2003 en detaljerad kritik av Schwartz metoder och slutsatser i tidskriften Skeptical Inquirer. Schwartz besvarade denna kritik, vilket Hyman i sin tur svarade på.

## Kritik
Edwards kritiker anser att han använder sig av mentalism-tekniken cold reading. När magikern och skeptikern James Randi studerade den första seansen från ett två timmar långt band med redigerade TV-program så fann han att endast tre av 23 uttalanden av Edward bekräftades som korrekta.
År 2001 påstod en kolumnist i Time att Edward använde sig av hot reading i Crossing Over. En annan skribent hävdade att Edward hade gjort bruk av hot reading under en intervju i TV-programmet Dateline. James Underdown från tidskriften Skeptical Inquirer besökte inspelningen av Crossing Over i november 2002 och sade att "det finns inga indikationer på att någon jag såg samlade information ... inga av hans seanser innehöll den typ av specifik information som skulle höja ett ögonbryn av misstänksamhet."
En annan anklagelse som riktats mot Edward är att hans träffsäkerhet förbättras artificiellt genom kreativ redigering. Efter att ha sett den sända versionen av ett program där han själv varit med vid inspelningen (och själv spelat in den), så anser Underdown att en stor del av Edwards träffsäkerhet beror på redigering.  Underdown skriver, "Edwards redigerare finjusterade ut många av återvändsgränderna från en seans översållad med missar." 2002 sade Edward, "Folk är i studion under åtta timmar, och vi måste redigera programmets tid, men inte innehåll. Vi försöker inte gömma 'missarna'."
John Edward har förnekat att han någonsin skulle ha använt förhandsinformation, cold eller hot reading.

## Kontroverser

### 9/11
En kort tid efter 11 september-attackerna 2001 började Edward spela in minst ett specialavsnitt i vilket han träffade släktingar till några av offren, med intentionen att kommunicera med dem som dödats. Den 25 oktober skickade branschtidningen Broadcasting & Cable ut nyheten att "'Psychic' Plans WTC Victims Show", i sitt dagliga prenumerations-fax till nyhetsmedia och TV-stationernas chefer. Steve Rosenberg, chef för inrikes television på Edwards produktionsbolag, Studios USA, hade planerat att sända programmet (eller programmen) i november då man mäter tittarsiffror i USA, men nyheten om inspelningen orsakade en proteststorm. Både Sci Fi och Crossing Over with John Edward överöstes med samtal och e-mail, varav vissa uttryckte raseri över utnyttjandet av en nationell tragedi, medan andra tyckte sig se extrem smaklöshet i denna jakt på tittarsiffror. Rosenberg ignorerade till en början kritiken och insisterade på att man skulle sända som planerat, men inom några timmar skrinlades planerna.

### Terri Schiavo
Den 24 mars 2005 på FOX News Channels morgonprogram FOX & Friends, så fick Edward frågan om han kunde kommunicera med den hjärndöda Terri Schiavo. Edward svarade att "[Schiavo är] definitivt klar över vad som just nu händer omkring henne."

## Framträdanden i media
Edward har gästat många program, bland andra Entertainment Tonight, Live with Regis & Kelly, The Early Show, The Crier Report, The Tony Danza Show, The View, The Big Idea with Donny Deutsch, Fox and Friends, Maury, Jimmy Kimmel Live, The Wayne Brady Show, Dateline, 20/20, och HBO-specialen, Life After Life: America Undercover.
Även andras parodier har förekommit:
- Celebrity Deathmatch: Nostradamus förutser sin förlust mot Edward och vägrar att dyka upp för att slåss, så Miss Cleo tar hans plats och vinner.

- David Cross: På sitt komedialbum It's Not Funny skämtar Cross: "Oh, man, so I was watching that show ... there's this guy on stage, and everybody in the audience believes he has contact with the dead and spirits talk to him? (The audience shouts "Crossing Over".) Crossing—? no, no, no, no, no, it was, it was church."

- Family Guy: Edward parodierades i "The Cleveland-Loretta Quagmire", ett avsnitt från 2005 i vilket en återblick visar Peter i publiken från Crossing Over.

- Penn & Teller: Bullshit!: I det första avsnittet av serien, "Talking to the Dead" kallar Penn & Teller Edward och James Van Praagh för "psychic scumbags", tillbringar större delen av avsnittet diskuterandes cold reading och visar att kreativ klippning kan få en cold reader att verka bättre än vad han är.

- PvP: Det börjar den 1 april 2002 och spänner över flera avsnitt: Tre av karaktärerna vinner biljetter till Crossing Over. Brent tycker att Edward är "en total bluff" och befaler honom att "i James Randis namn" medge det.[23]

- Royal Canadian Air Farce: I ett avsnitt från 2002 porträtterar den gästspekande Peter Keleghan Edward och försöker kommunicera döda vänner till Elizabeth Taylor (spelad av Luba Goy). Taylor var inte alls samarbetsvillig och det slutade med att Edward fick huvudvärk, vilken hon sedan försökte bota med massage.

- Saturday Night Live: Den 13 october, 2001 spelade Will Ferrell Edward i en Crossing Over-parodi. Han kom med värdelöst vaga uttalanden under hela sketchen.

- South Park: Edward utnämndes till "The Biggest Douche in the Universe" i ett avsnitt från 2002 med samma namn.

- Will & Grace: Edward gjorde en cameo-roll i avsnittet "East Side Story" från 2004.

## Böcker
John Edward har publicerat flera böcker, men inga är översatta till svenska (2024). De flesta kretsar kring den mediala kontakten med avlidna. Även Final Beginnings: The Tunnel utgår från hans expertis som medium, men är en roman i genren thriller skriven tillsammans med den kanadensiska författaren Natasha Stoynoff. Inga av dessa böcker verkar för övrigt finnas på svenska bibliotek ens på originalspråk, om man ska tro bibliotekskatalogen Libris, bortsett från en taktil utgåva i sex volymer med 596 sidor punktskrift på engelska från 2010 av debutboken One Last Time.
- One Last Time: A Psychic Medium Speaks to Those We Have Loved and Lost (1998) ISBN 0-425-16908-1
- What If God Were the Sun? (2000) ISBN 1-58872-003-9
- Crossing Over: The Stories Behind the Stories (2001) ISBN 1-58872-002-0
- After Life: Answers From the Other Side (2003) ISBN 1-932128-06-9
- Final Beginnings: The Tunnel (2004) ISBN 1-932128-02-6
- Practical Praying: Using the Rosary to Enhance Your Life (2005) ISBN 1-932128-12-3
- Above & Beyond (2020)

### Ljudböcker
- Developing Your Own Psychic Powers (Hay House)
  - Tape (2000) ISBN 1-56170-762-7
  - CD (2003) ISBN 1-932128-03-4
- Understanding Your Angels and Meeting Your Guides (Hay House)
  - Tape (2000) ISBN 1-56170-763-5
  - CD (2003) ISBN 1-4019-0133-6
- Unleashing Your Psychic Potential (Hay House) 
  - Tape (2000) ISBN 1-56170-764-3
  - CD (2003) ISBN 1-4019-0136-0